# William Holland Thomas
William Holland Thomas (5. februar 1805 – 10. maj 1893) var overhøvding for Eastern Band of Cherokee Indians fra 1839 til sin død i 1893, selv om han ikke fungerede i praksis i sine sidste år. Han var medlem af staten North Carolinas senat fra 1848 til 1861, og under den amerikanske borgerkrig tjente han som officer i sydstaternes hær.

## Ungdom
William Holland Thomas, eller bare Will Thomas blev født i en bjælkehytte ved Racoon Creek, knap 5 km øst for det nuværende Waynesville i Haywood County i North Carolina, USA. Hans far var Richard Thomas og hans mor Temperance Calvert Thomas. Hans mor var grandniece til George Calvert, Lord Baltimore, Marylands grundlægger. Gennem sin mor var han også beslægtet med Zachary Taylor, USA's 12 præsident, og dermed også, om end langt ude med James Madison, den 4. Præsident og med den senere sydstatsgeneral Robert E. Lee og endnu længere ude med sydstaternes præsident, Jefferson Davis. Will Thomas nåede aldrig at lære sin far at kende, idet denne døde ved en drukneulykke flere måneder før Thomas blev født.
Som teenager (ca. 1819) blev Thomas ansat af kongresmedlemmet Felix Walker som kontorist på en handelsstation i Indiantown (senere Quallatown).
Kontrakten lød på tre års tjeneste og lønnen var kost og logi, tøj samt $100 i kontanter ved kontraktens ophør. Indiantown lå på cherokeserstammens territorium, og Will Thomas stiftede hurtigt bekendtskab med stammens medlemmer. Gennem en cherokeserkollega på handelsstationen lærte han deres sprog, og det endte med at høvdingen Yonaguska (Druknende Bjørn) adopterede ham og gjorde ham til medlem af stammen. Yonaguska gav ham navnet Wil-Usdi (Lille Will). Gennem Yonaguska lærte han stammens historie og legender at kende. Han lærte også at skrive cherokesisk, så han både kunne kommunikere skriftligt og mundtligt med sine stammefæller. 
I 1820 blev Walker tvunget til at lukke sin butik på grund af økonomiske problemer. Han kunne ikke betale den løn som Thomas skulle have og forærede ham i stedet nogle lovbøger. På det tidspunkt var der ingen eksamen, der skulle bestås for at blive advokat, bare man kunne læse loven, kunne man praktisere. Will Thomas blev hurtigt ekspert i grænseområdernes lovgivning, og i 1831 bad Yonaguska ham om at blive cherokesernes officielle juridiske repræsentant. I 1821, 16 år gammel, havde han selv åbnet en handelsstation nær det nuværende Whittier, North Carolia og senere åbnede han i alt 5 handelsstationer i den vestlige del af staten.

## Repræsentant for cherokeserne
I 1830 vedtog USA’s kongres den såkaldte Indian Removal Act. Den bemyndigede præsidenten til at indlede forhandlinger med alle stammer, der boede øst for Mississippifloden, om at disse skulle flytte til det nyoprettede indianterritorium i det nuværende Oklahoma. Cherokeserne havde allerede flere gange måttet afgive jord til de hvide, og i 1835 forhandlede en lille gruppe af cherokeserstammen, senere kendt som ridgisterne efter deres leder Major Ridge – mod flertallets vilje – om den såkaldte New Echota traktat, ifølge hvilken stammen skulle overgive alt deres tilbageværende land i de østlige stater til gengæld for et meget mindre landområde i indianerterritoriet. Det var første gang Thomas for alvor kom til at repræsentere stammen. 
Allerede ved en af de mange tidligere traktater (fra 1819) havde stammen måttet afgive land i det vestlige North Carolina. Ved den lejlighed fik nogle af stammens medlemmer lov til at erhverve 2,6 km² (af deres eget) land som ejendom. Disse stammemedlemmer boede derfor principielt ikke længere på jord, der tilhørte cherokeserstammen, og det betød at New Echota traktaten ikke skulle gælde for dem! Indianerne var imidlertid, belært af erfaringen fra tidligere traktatbrud, mistroiske og bad Thomas om at repræsentere dem i Washington DC. Her fik Will Thomas i 1840 bekræftelse på, at ca. 1.000 cheroksere kunne forblive i North Carolina. Disse få udgjorde kernen i det, der i dag udgør Eastern Band of Cherokee Indians. På trods af dette løfte skulle det imidlertid alligevel ikke gå så nemt, da staterne (primært, Tennessee, North Carolina og Georgia) ikke ville give cherokeserne jord til at bosætte sig på – selv om indianerne faktisk i forvejen ejede jorden.
I 1839, lige inden han døde, overtalte Yonaguska stammen til at lade hans adoptivsøn, Will Thomas overtage posten som høvding. Stammen accepterede Yonaguskas forslag og Thomas blev høvding. Samme år blev Indiantown omdøbt til Quallatown. Nogle kilder har, at byen blev opkaldte efter Kwali, en gammel indianerkvinde, der levede i området. Andre kilder mener, at navnet er en forvanskning af ”Polly”, som skulle være navnet på en nybyggerkvinde, som levede i området. Nogle kilder vil vide, at Polly var navnet på Will Thomas hustru. Dette er dog ikke sandsynligt. Denne del af stammen var kendt som Qualla-cherokeserne allerede før forflyttelsen i 1838, og William Thomas giftede sig først den 30. juni 1857, 52 år gammel med den 28 år yngre Sarah Jane Burney Love, datter af hans ven og tidligere forretningspartner, James Robert Love. Familien Love boede i White Sulphur Springs ved grænsen til Virginia, og William og Sarah blev gift i familiens hjem. Hustruen blev i øvrigt kaldt Sallie, ikke Polly. William og Sarah fik tre børn, William H. Thomas Jr. (1858), James Robert Thomas (1860) og Sallie Love Thomas (1862).
Fra sin udnævnelse til høvding, og de næste 20 år arbejdede Thomas konstant men uden held, på at få cherokeserne anerkendt som borgere i North Carolina. Thomas kunne nu disponere over stammens midler og ved hjælp af disse samt en stor del af hans egne midler, opkøbte han landområder i det vestlige North Carolina i sit eget navn. Han ejede selv omkring 60.000 hektar jord og da cherokeserne ikke selv kunne købe jord i North Carolina, ”forærede” Thomas dem en stor del af den jord, han købte (også for egne midler) og en stor del af disse opkøb udgør i dag Qualla området, som er hjemsted for Eastern Band of Cherokee Indians. Flere af bebyggelserne i de opkøbte områder, blev navngivet af Will Thomas. Det gælder fx Bird town, Wolf Town, Paint Town, Yellow Hill og Big Cove. Da han gav det meste af sin jord væk, var han ofte på randen af fallit, ikke mindst fordi hans butikker leverede varer på kredit til cherokesere, der ikke havde råd til at betale, og meget af denne kredit blev aldrig tilbagebetalt.

## Den amerikanske borgerkrig
I 1848 blev Thomas valgt til statens senat hvor han sad frem til 1861. Som politiker arbejdede Thomas for anlæggelsen af veje og jernbaner i den vestlige del af North Carolina. Ikke mindst drømte han om anlæggelsen af en sydlig, transkontinental jernbanelinje, som han mente var sydens eneste chance for overlevelse. Denne drøm blev dog brat afbrudt. I 1861 brød den amerikanske borgerkrig ud. Thomas var modstander af North Carolinas løsrivelse fra USA (det var faktisk helt almindeligt i de vestlige dele af staten, hvor der der var flertal af unionstilhængere). Thomas ønskede at holde cherokeserstammen neutrale under krigen, men måtte erkende, at dette ikke var muligt. Efter løsrivelsen og krigens udbrud, accepterede Thomas derfor at organisere en styrke af cherokeserkrigere som skulle slutte sig til sydstatshæren. Det skal bemærkes, at cherokeserne havde negerslaver på samme måde som de hvide om end det var mest udbredt hos de indianere, der var flyttet til indianerterritoriet; selv havde Thomas knap 50 slaver. Thomas rekrutterede en styrke på 400 mand, som først blev blev organiseret i et, senere to kompagnier. Sammen med 6 kompagnier af hvide soldater fra North Carolinas vestlige bjergområder, kom de til at udgøre "The Thomas Legion of Cherokee Indians and Highlanders". Thomas blev udnævnt til oberst for legionen. På dette tidspunkt var han 56 år gammel.
Styrken, der var direkte underlagt The Confederate Army's Departement of East Tennessee, opererede mest i det østlige Tennessee og det vestlige North Carolina. Ved en enkelt lejlighed var styrken dog deployeret til Shenandoahdalen i Virginia. Her begyndte Thomas igen at opbygge sin legion og nåede op på 1.200 mand (hvoraf 400 var cherokesere), som nu koncentrerede sig om at beskytte lokalområdet. Thomas førte krig på indianernes måde, som defensiv guerillakrig, hvor man udførte overraskelsesangreb på de fjendtlige styrker og så hurtigt forsvandt tilbage i bjergene. Dette gav ofte anledning til, at legionen blev betragtet som kujoner af fjenden, der var vant til at to hære stillede sig op overfor hinanden og marcherede fremad. Der findes flere rapporter fra nordstatsofficerer, hvor de hævder at have besejret Thomas’ Legion, men som regel var det kun mindre enheder af legionen, der havde sammenstød med nordstatshæren, og Thomas Legion, som var North Carolinas eneste legion, blev aldrig endeligt besejret af nordstaterne, og da Robert E. Lee overgav sin Army of Northern Virginia ved Appomattox Courthouse, den 9. april 1865 (den begivenhed, der traditionelt betragtes som borgerkrigens afslutning), fortsatte legionen kampene. Den 6. maj affyrede legionen, hvad der skulle blive de sidste skud i krigen, øst for Mississippifloden, nær byen White Sulphur Springs ved grænsen til Virginia. 
I begyndelsen af maj 1865 havde nordstatstropper indtaget byen Waynesville. Om natten til den 9. maj tændte Thomas tropper en mængde bål i bjergene omkring byen for at give indtryk af, at denne var omringet af tusindvis af indianere og hele natten udstødte krigerne krigsråb for at skræmme nordstatstropperne. Næste morgen gik Thomas og en styrke på 20 mand ind i byen og krævede nordstatsstyrkens overgivelse. En nordstatsofficer forklarede Thomas at Lee havde overgivet sig en måned tidligere, og såfremt nordstatsstyrkerne overgav sig til Thomas, ville det bare bringe flere nordstatstropper til byen. Thomas overgav sig derefter modvilligt og dermed blev en cherokeserstyrke den sidste, der overgav sig øst for Mississippi på samme måde som en cherokeserstyrke blev den sidste der overgav sig vest for Mississippi, da 1st Indian Brigade, under kommando af brigadegeneral Stand Watie nedlagde våbnene den 23. juni 1865.
Under krigen blev William Thomas tre gange stillet for en krigsret. De to af gangene var det efter uoverensstemmelser med brigadegeneral Alfred E. Jackson. I 1863 var Tomas Legion underlagt Jacksons Brigade, men skulle operere selvstændigt under Thomas' kommando. Brigaden bestod udelukkende af legionen, og denne kommandostruktur, hvor generalen var øverstkommanderende selv om han kun havde en enhed at kommandere med, mens Thomas førte selvstændig kommando over den samme enhed, gav anledning til at Thomas ikke altid var lydhør overfor generalens ordrer, hvilket i første omgang fik generalen til at anklage ham for lydighedsnægtelse. Den første krigsretssag (i 1863) gik i sig selv, da nordstatsgeneralen Ambrose Burnsides tropper invaderede det østlige Tennessee, hvor krigsretten skulle holdes i Knoxville. Senere blev Thomas Legion fjernet fra Jacksons kommando. Anden gang der var kontroverser mellem Jackson og Thomas var i foråret 1864. Her blev Thomas anklaget for at have modtaget desertører fra et andet North Carolina regiment og indlemmet dem i sin styrke. Denne gang endte sagen midlertidigt fordi general Jackson blev frataget sin kommando og sendt til Tennessee. Sagen blev dog senere genoptaget (sent i efteråret 1864)og Thomas blev fundet skyldig, men han appellerede til sin ven og slægtning Jefferson Davis og blev så frikendt. Den tredje gang han var i krigsretten var tidligere i 1864, hvor han blev anklaget for at være skyld i at brigadegeneral Robert B. Vance og hans tropper blev taget til fange ved Sevierville i Tennessee. Vance tilbragte resten af krigen i fangenskab. Selv om alle officielle rapporter viste at Thomas var uden skyld, besluttede Vances bror, den daværende guvernør over North Carolina, Zebulon Vance, at anlægge sag mod Thomas. De to havde været forretningsmæssige og politiske rivaler før krigen og det har været diskuteret om Vance brugte situationen til at genere sin modstander. Sydstaternes krigsminister, James Seddon, mente at Robert Vance selv var skyld i sin tilfangetagelse, og på baggrund heraf og en anbefaling fra præsidenten blev tiltalerne frafaldet.

## Endeligt
Efter borgerkrigen vendte Thomas hjem til Whittier til sin hustru, Sarah Love Thomas, deres tre børn og til sin stamme, der stadig betragtede ham som høvding. I 1866 blev han benådet for sin borgerkrigsindsats af præsident Andrew Johnson, der selv var født North Carolina, selv om han havde stået på unionens side under borgerkrigen. Thomas regnede med at han igen ville gå ind i politik, men det begyndte at gå ned ad bakke med hans mentale tilstand. Senere forfattere mener, at han sandsynligvis har lidt af Alzheimers sygdom. Samtidigt havde krigen bragt ham i uoverstigelig gæld og cherokeserstammen var blevet hårdt ramt af en skoldkoppeepidemi efter krigen, hvilket også ramte ham hårdt. I 1867 blev han erklæret sindssyg og indlagt på en institution i Raleigh. Resten af sit liv tilbragte han ude og inde af sindssygehospitaler. I 1887, 82 år gammel, assisterede han etnologen James Mooney fra Smithsonian Institute, som kom til North Carolina for at indsamle information om cherokeserne. Thomas døde på en mentalinstitution i Morgantown, North Carolina den 10. maj 1893. Han er begravet på en kirkegård på en bakketop i Waynesville, og han mindes i friluftsforestillingen Unto These Hills, som Eastern Band of Cherokee Indians har opført hver sommer siden 1950. På Museum of the Cherokee Indian i Cherokee, North Carolina, er Thomas Legions kampfane fra borgerkrigen udstillet. 
En samling af Thomas efterladte papirer findes på Western Carolina University i Cullowhee, North Carolina og også University of Tennessee har en samling af Thomas-papirer. Cherokserne har haft flere høvdinge af blandet herkomst, fx John Ross, der kun var 1/8 cherokeser, men William Holland Thomas er den eneste hvide, der nogensinde har været stammens høvding.

## Eksterne referencer
- Officiel hjemmeside for Thomas’ Legion (engelsk)
- Officiel hjemmeside for Eastern Band of Cherokee Indians (engelsk)
- Billeder fra William Thomas’ grav (engelsk)
- Oversigt over samling af Holland papirer på University og Tennessee (Webside ikke længere tilgængelig)(engelsk)
- E. Stanly Godbolt og Mattie Russell: Confederate Colonel and Cherokee Chief: The Life of William Holland Thomas, University of Tennessee Press, 1990.